# Voleurs d'enfants
Cet article possède un paronyme, voir Le Voleur d'enfants.
Pour plus de détails, voir Fiche technique et Distribution.
Voleurs d'enfants est un film muet français réalisé par Louis Feuillade sorti en 1909.

## Distribution
- Henri Duval
- Maurice Vinot